# Leucadendron discolor
Leucadendron discolor är en tvåhjärtbladig växtart som beskrevs av Buek och Meissn.. Leucadendron discolor ingår i släktet Leucadendron och familjen Proteaceae. Inga underarter finns listade i Catalogue of Life.